# Pigeonnier de Crochepot
Le pigeonnier de Crochepot est un pigeonnier situé à Hérisson, en France.

## Localisation
Le pigeonnier est situé sur la commune d'Hérisson, dans le département français de l'Allier.

## Historique
L'édifice est inscrit au titre des monuments historiques en 1985.